# 滝本沙奈
滝本 沙奈（たきもと さな、1984年6月6日 - ）は、セント・フォース所属のフリーアナウンサーである。本名同じ。
東京都出身、血液型はA型、身長は160cmである。東京都立白鷗高等学校を経て、青山学院大学文学部英米文学科を卒業した。小学生から芸能活動を始め、CM出演やモデル経験がある。全国の水族館巡りを趣味とする。

## 略歴
- 1993年 - 小学3年時にオーディションを経て『ケンタッキーフライドチキン』のCMに出演したが、以後は芸能活動しなかった[5]。
- 1996年 - 小学6年生からモデルとして活動を始め、岡崎事務所を経て[5]、ソニー・ミュージックアーティスツのマネジメントを受ける。
- 大学在学中にテレビ朝日アスクアナウンサー養成コースでアナウンス技術を学び、同期に中村亜裕美がいる。2006年4月に、TBSニュースバードのキャスターとなりクリエイティブ・メディア・エージェンシーに所属する。ニュースバードの早朝版木曜日で『沙奈の必修!お仕事ゼミナール』で40以上の職種を取材した。
- 2007年3月 - 大学を卒業してニュースバードで4月から朝昼サブ時間帯に出演し、10月から週2回日中にMCを担当する。
- 2008年4月 - ニュースバード月曜深夜と火曜早朝を担当する。10月まで中村と交替でザ・プロ野球リポートも担当する。
- 2009年3月 - ニュースバードの担当が終了し、クリエイティブ・メディア・エージェンシーと契約を終了した。
- 2009年7月 - セント・フォースに所属する。
- 2011年9月23日 - 商社に勤める1歳年上の男性と結婚したことを発表[6]した。
- 2014年4月2日 - 2016年3月18日まで『NHK BSニュース』（BS1）でキャスターを務める。
- 2014年4月7日 - 2015年3月19日まで『情報まるごと』でサブキャスターを務める。
- 2014年5月12日 - 2016年2月2日まで『BS列島ニュース』でキャスターを務める。
- 2016年3月28日 - 『スポーツ伝説』（ニッポン放送）でパーソナリティを務める。

## 出演作品

### 現在の出演番組
- 地モトTV おかえり!KANAGAWA（2017年7月3日 - 、イッツ・コミュニケーションズ）

### 過去の出演番組
- TBSニュースバード（2006年4月 - 2009年3月）キャスター 
  - ザ・プロ野球 （2008年4月 - 10月、TBSニュースバード）横浜スタジアムの観客席からのレポート担当。
- サンデーモーニング（2009年7月5日 - 2014年3月30日、TBSテレビ） - 津島亜由子の後任として。
- 情報まるごと（2014年4月7日 - 2015年3月19日、NHK総合）
- BS列島ニュース（2014年5月12日 - 2016年2月2日、NHK BS1）
- NHK BSニュース（2014年4月2日 - 2016年3月18日、NHK BS1）
- スポーツ伝説（2016年3月28日 - 2025年3月27日、ニッポン放送）

### CM
- ケンタッキーフライドチキン
- JR東日本
- トミー（現在のタカラトミー）「プリンシー」、「セラ」

### 歌
- BOYS BE… 2nd Seasonオープニングテーマ（PS用ゲームソフト主題歌）

## 書籍

### 雑誌連載
- ピチレモン（学習研究社）モデル

### 関連書籍
- ピチレモン8月号別冊 モデルになれる! BOOK（1997年8月15日、学習研究社）

## 関連人物
- 白石みき - ピチレモン時代の同僚[7]。
- 中村萌子 - ニチエンプロダクション所属のタレント。プライベートで交流が深い[1]。
- 佐藤渚 - 元TBSアナウンサー。『サンデーモーニング』で共演して以来の仲で、一緒にゴルフに行ったこともある[8]。